# Gamma Ray
Gamma Ray là một ban nhạc Power Metal kỳ cựu của nước Đức. Nhóm được ra đời nhờ công sức thủ lĩnh Kai Hansen (cựu ca sĩ/ nhạc công của Helloween). Năm 1990, họ ghi âm album đầu tay "Heading for Tomorrow" và gặt hái được danh tiếng nhờ phong cách âm nhạc mạnh mẽ và chiều sâu của giai điệu. Cùng năm đó, Gamma Ray thực hiện chuyến lưu diễn hải ngoại đầu tiên đến Tokyo, nơi buổi hòa nhạc của họ được thu âm và phát hành sau đó ít lâu với tên gọi "Heading for the East", một phiên bản live của "Heading for Tomorrow" cực kỳ ấn tượng.

## Danh sách đĩa nhạc
- Heading for Tomorrow (1990)
- Sigh No More (1991)
- Insanity and Genius (1993)
- Land of the Free (1995)
- Somewhere Out in Space (1997)
- Power Plant (1999)
- No World Order (2001)
- Majestic (2005)
- Land of the Free II (2007)
- To The Metal! (2010)
- Empire of the Undead (2014)